# Economie van Albanië

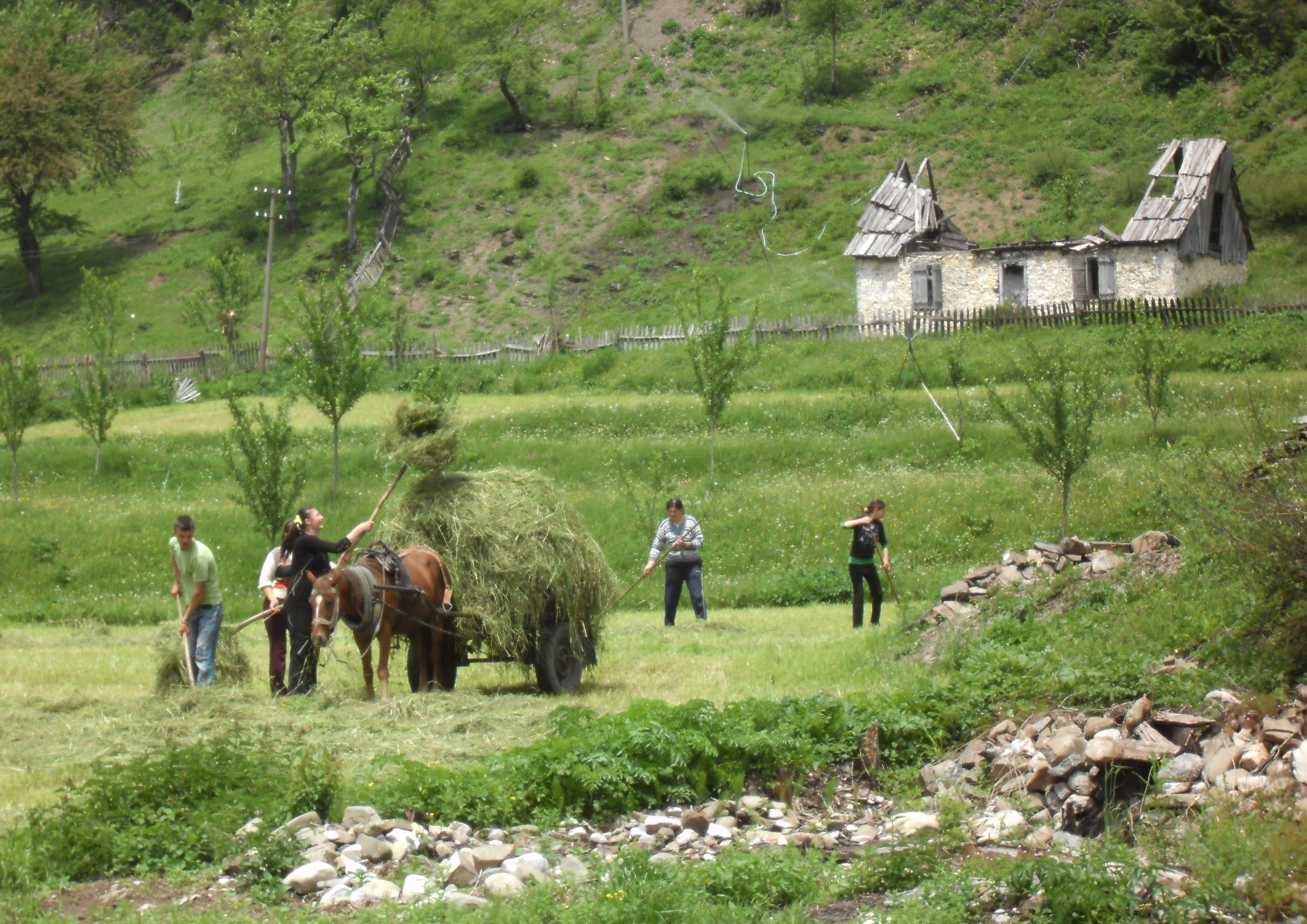
Hooioogsten in Albanië, 2011.

De economie van Albanië is klein. Het bruto binnenlands product (bbp) is ongeveer 9 miljard euro en het land telt ruim 1 miljoen arbeidskrachten. Landbouw is een belangrijke economische activiteit en de belangrijkste export producten zijn schoeisel en textiel.
In 2010 had Albanië een bbp van 1.236 miljard Lek of zo’n 9 miljard euro., in 2017 was dit 11,7 miljard euro. Per hoofd van de bevolking is dit iets minder dan 3000 euro in 2010 en 4000 euro in 2017. De centrale bank zorgt voor een stabiele wisselkoers van de Lek versus de euro. In 2009 heeft Albanië een verzoek ingediend om lid te worden van de Europese Unie.
In 2005 was ongeveer 58% van de arbeidskrachten betrokken bij de landbouw, en de meerderheid van de rest van de bevolking is betrokken bij een of andere vorm van industrie. Het aandeel van de landbouw in de totale Albanese economie is ongeveer 25%. Van het totale landoppervlak is 25% geschikt voor landbouw, 36% is bedekt met bos en 15% is in gebruik als grasland.
Albanië is rijk aan delfstoffen, in het bijzonder olie, bruinkool, koper, chroom, kalksteen, zout, bauxiet en aardgas. In de jaren tachtig werd zo’n 50.000 vaten olie per dag geproduceerd, maar na 1989 daalde de productie sterk en kwam ruim onder de 10.000 vaten uit. In 2009 werd iets meer dan 5.000 vaten per dag geproduceerd, maar dankzij investeringen van het Canadees oliebedrijf Bankers Petroleum in het olieveld Patos-Marinza, het grootste veld in continentaal Europa, is de productie in 2012 verdrievoudigd.
Van de industrie die er bestaat, zijn de chemische industrie, mijnbouw, landbouwverwerking en de vervaardiging van textiel, kleding, timmerhout en cement de belangrijkste sectoren. Het land heeft verscheidene waterkrachtcentrales die bijna volledig in de behoefte aan elektriciteit voorzien. In jaren met een lage neerslag kan niet volledig in de vraag worden voorzien. Door de economische neergang tijdens de jaren negentig van de 20e eeuw blijft Albanië hoofdzakelijk een ontwikkelingsland. In 2002 werd geschat dat een kwart van de bevolking onder de armoedegrens leefde.
De buitenlandse handel geschiedt voornamelijk via de zee. De uitvoer van Albanië bestaat voornamelijk uit schoeisel en textiel, grondstoffen en staal en de invoer vooral uit machines, andere industrieproducten en consumptiegoederen. Ongeveer 80% van de export gaat naar de landen van de Europese Unie, waarbij Italië veruit de grootste handelspartner is met een aandeel van 60% in het totaal. Griekenland staat op een tweede plaats. Andere belangrijkste handelspartners zijn Turkije, Duitsland en China. De invoer ligt fors boven de uitvoer en het land heeft een aanzienlijk tekort op de handelsbalans. Veel Albanezen werken in Italië of Griekenland en in 2008 stuurden zij zo’n 800 miljoen euro, ongeveer 9% van het bbp, op naar huis, maar door de kredietcrisis is dit met zo’n 20% gedaald in 2012.
In de onderstaande tabel staan enkele belangrijke economische gegevens van het land.
| Jaar | Reële groei van het bbp | Handelsbalans (in % bbp) | Overheidstekort (in % bbp) | Staatsschuld (in % bbp) |
| ---- | ----------------------- | ------------------------ | -------------------------- | ----------------------- |
| 2007 | 6,0%                    | -26,7%                   | 3,9%                       | 53,9%                   |
| 2008 | 7,8%                    | -26,8%                   | 5,5%                       | 55,2%                   |
| 2009 | 3,3%                    | -24,7%                   | 7,4%                       | 59,5%                   |
| 2010 | 3,8%                    | -20,9%                   | 3,8%                       | 58,5%                   |
| 2011 | 3,1%                    | -23,1%                   | 3,6%                       | 60,3%                   |
| 2012 | 1,3%                    | -19,0%                   | 3,5%                       | 62,4%                   |
| 2013 | 1,0%                    | -18,0%                   | 4,9%                       | 70,6%                   |
| 2014 | 1,8%                    | -19,0%                   | 5,2%                       | 73,3%                   |
| 2015 | 2,2%                    | -17,2%                   | 4,1%                       | 79,9%                   |
| 2016 | 3,3%                    | -16,8%                   | 1,8%                       | 80,6%                   |
| 2017 | 3,8%                    | -15,0%                   | 2,0%                       |                         |
| 2018 |                         |                          | 2,0%                       |                         |

Albanië staat op de 90e plaats van de Wereldbank Ease of Doing Business indicator. Vijf jaar eerder stond het land nog op een 77e plaats. Vooral het rechtssysteem is een reden voor ongerustheid bij buitenlandse investeerders.
Het toerisme in Albanië is nog vrij kleinschalig, maar wint elk jaar aan belang.
Albanië · Andorra · Azerbeidzjan · België · Bosnië en Herzegovina · Bulgarije · Cyprus · Denemarken · Duitsland · Estland · Finland · Frankrijk · Georgië · Griekenland · Hongarije · IJsland · Ierland · Italië · Kroatië · Letland · Liechtenstein · Litouwen · Luxemburg · Malta · Moldavië · Monaco · Montenegro · Nederland · Noord-Macedonië · Noorwegen · Oekraïne · Oostenrijk · Polen · Portugal · Roemenië · Rusland · San Marino · Servië · Slovenië · Slowakije · Spanje · Tsjechië · Turkije · Vaticaanstad · Verenigd Koninkrijk · Wit-Rusland · Zweden · Zwitserland